# 穆罕默德-贾瓦德·巴霍纳尔
穆罕默德-贾瓦德·巴霍纳尔（波斯語：محمد جواد باهنر；1933年9月5日—1981年8月30日），伊朗政治人物，曾任伊朗伊斯兰共和国第二任总理、伊斯兰共和党总书记。是伊朗执政党伊斯兰共和党创始人之一。

## 政治生涯
巴霍纳尔生于伊朗东南部的克尔曼省。他是一位神职人员，在1960年代因反政府活动而被囚禁。在伊朗伊斯兰革命后他成为伊斯兰共和党创始人和伊斯兰革命委员会成员之一，1981年3月出任穆罕默德-阿里·拉贾伊政府的文化和伊斯兰指导部部长，并继续努力清除世俗大学对伊朗的影响，即所谓的伊斯兰文化革命。
1981年6月28日，人民圣战者组织用定时炸弹炸毁了伊斯兰共和党总部，伊斯兰共和党总书记穆罕默德·贝赫什提身亡。8月3日，总理穆罕默德-阿里·拉贾伊就任总统，巴霍纳尔被任命为新总理。同年8月30日，总理府发生爆炸事件，刚刚上任的拉贾伊和巴霍纳尔被炸死。